# Sandra Guimarães
Sandra Guimarães (Oporto) es una curadora de arte portuguesa que dirige desde 2023 el Museo de Arte Contemporáneo Helga de Alvear de Cáceres.

## Biografía
Nació en Oporto. Su relación con el arte empezó a través de la literatura y los viajes. Su madre, desde muy joven, le llevaba a museos. Le interesaba todo lo que pudiera poner en duda sus propias certezas y el arte contribuye a hacer pensar, reflexionar y disfrutar generando a veces más preguntas que respuestas.
Estudió Historia del Arte en la Universidad Libre de Bruselas (Bélgica). Realizó un Máster en Historia del Arte y Arqueología (con especialización en Arte Moderno y Contemporáneo) y un Máster en Gestión Cultural. Siendo historiadora del arte siempre quiso trabajar en un museo, con arte y con artistas, investigar y organizar exposiciones. Por ese motivo, volvió a su ciudad natal, donde empezó sus prácticas con Vicente Todolí.

### Trayectoria profesional
De 1998 a 2010 fue curadora en el Museu Serralves (Oporto, Portugal), de 2015 a 2019, directora fundadora de programas en Remai Modern (Saskatoon, Canadá), y de 2020 a 2023, directora artística de Bombas Gens Centre d’Art, (Valencia).Desde 2023, primera persona en ocupar la dirección del Museo de Arte Contemporáneo Helga de Alvear de Cáceres.
En su práctica curatorial destacan proyectos de arte inclusivos que se oponen a jerarquías de cultura y valor artístico. El taller crítico Energía = ¡Sí! Calidad = ¡No! (2021) de Thomas Hirschhorn en Bombas Gens Centre d’Art, la fiesta de aniversario ¡YA!, o el proyecto participativo Honeymoon. Unclassified de Antoni Miralda, se alinean con su interés en repensar las condiciones y los métodos de aprendizaje y de experimentación del arte.
En 2018 fue miembro del grupo nominador del ScotiaBank para el Award Photography Prize de Toronto, Canadá. En 2021, ha sido presidenta del jurado de los XXIV Premios de Artes Plásticas Sala el Brocense (Cáceres), y miembro de los jurados de la XXVIII Convocatoria de Becas de Artes Plásticas de la Fundación Botín, ¡PAM!21 (UPV, Valencia), y de la Biennal de Mislata Miquel Navarro. Desde 2021 es miembro del jurado del Premio de Pintura de Pego. Comisaria invitada de PhotoEspaña 2022. Desde 2023 forma parte del Consejo Asesor de Expertos Internacionales para adquisiciones de la Colección de Arte Contemporáneo Fundación “La Caixa”.